# Kazimierz Krzyżański
Kazimierz Krzyżański (ur. 3 marca 1960 w Dołujach) – polski kajakarz, medalista mistrzostw świata, olimpijczyk z Seulu 1988, zawodnik Wiskordu Szczecin i Zawiszy Bydgoszcz.
Mistrz Polski w:
- K-1 na dystansie 500 metrów w roku 1984,
- K-2 na dystansie 500 metrów w roku 1982,
- K-4 na dystansie 500 metrów w latach 1981-1982,
- K-4 na dystansie 1000 metrów w roku 1982.

Medalista mistrzostw świata: dwukrotnie w konkurencji K-4 (partnerami byli:Wojciech Kurpiewski, Grzegorz Krawców, Robert Chwiałkowski) na dystansie 1000 metrów w roku 1986 (brązowy medal) oraz na dystansie 500 metrów w roku 1987(srebrny medal).
Na igrzyskach w Seulu wystartował w konkurencji K-4 na dystansie 1000 metrów (partnerami byli:Maciej Freimut, Wojciech Kurpiewski, Grzegorz Krawców). Polska osada zajęła 5. miejsce.